# Marie Galante (voilier)
Pour les articles homonymes, voir Marie Galante (homonymie).
Le Marie Galante est une goélette à deux-mâts, à coque acier, construite en 1915 en Allemagne.
Il sert actuellement de voilier-charter, basé à Amsterdam. Il est la propriété de la Stichting Loggerbehoud Nederland, une fondation néerlandaise de préservation du patrimoine maritime qui possède aussi la goélette Tradewind.

## Histoire
Cette goélette a été construite en Allemagne en 1915 pour une flottille de pêche de hareng sur la mer du Nord et la mer Baltique. 
À la fin des années 1970 elle a subi une restauration pour devenir un voilier-charter au confort moderne (cabines et salon), mais en gardant son caractère de voilier traditionnel.
Il peut accueillir 18 personnes dans quatre cabines pour trois personnes et trois cabines de deux personnes. En sortie à la journée il peut transporter jusqu'à 45 passagers.
Depuis 1982, il navigue principalement en mer Baltique au départ de Kiel. Il participe aux différents Tall Ships' Races de la région.
Le nom « Marie Galante » vient de la femme du découvreur de l'Amérique Christophe Colomb et c'est aussi le nom d'une petite île française des Caraïbes.
Il porta avant les noms de : Elsfleth, Wilhelm Schiermann, Örnen, Edka, Winston, Metric et Spica.